# Radešov (Police nad Metují)

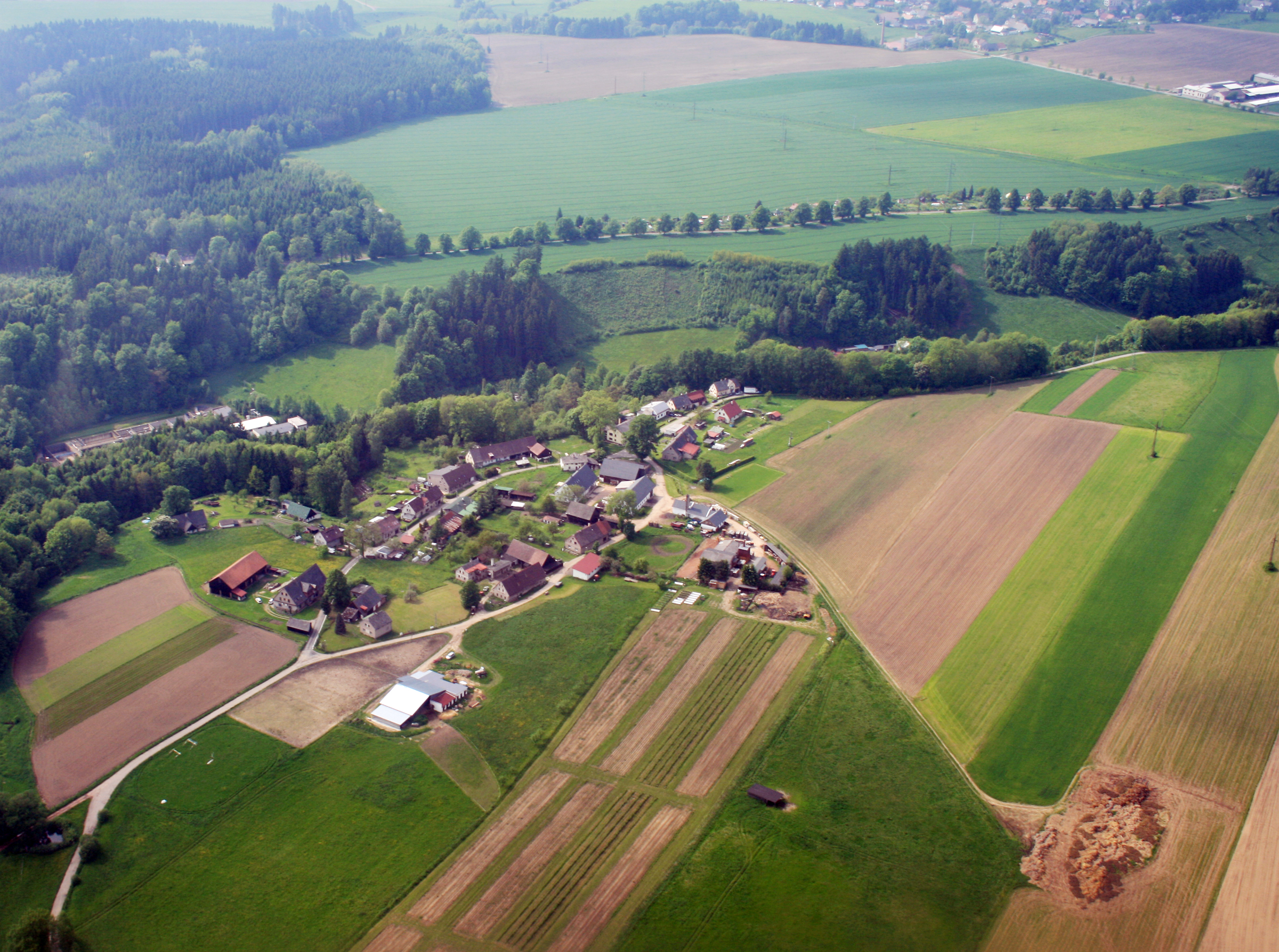
Luftaufnahme von Radešov

Radešov (deutsch Radeschau, früher Radesch) ist ein Ortsteil der Stadt Police nad Metují in Tschechien. Er liegt anderthalb Kilometer südlich von Police nad Metují und gehört zum Okres Náchod.

## Geographie
Radešov befindet sich linksseitig über dem Tal der Ledhujka auf einer Hochfläche in der Polická vrchovina (Politzer Bergland). Östlich erhebt sich die Na Harfě (492 m n.m.), im Südosten der Chlum (606 m n.m.) und die Havlátka (521 m n.m.) sowie westlich die Zděřina (465 m n.m.).
Nachbarorte sind Police nad Metují im Norden, Malá Ledhuje, Velká Ledhuje, Suchý Důl und Slavný im Nordosten, Bělý und Machov im Südosten, Škutiny und Bezděkov nad Metují im Süden, Petrovice und Dědek im Südwesten, Zděřina, Horní Dřevíč und Maršov nad Metují im Westen sowie Česká Metuje und Žďár nad Metují im Nordwesten.

## Geschichte
Das im Zuge der Kolonisation des Politzer Sprengels durch das Kloster Břevnov wahrscheinlich in den 1230er Jahren gegründete Dorf wurde 1406 erstmals urkundlich erwähnt. Es wird angenommen, dass die Kolonisten aus Provodov bzw. der Gegend um Poděbrady stammten. Radešov gehörte danach über Jahrhunderte zur Stiftsherrschaft Braunau und unterstand der Propstei Politz. Während des Siebenjährigen Krieges schlug die Hauptmacht des preußischen Heeres am 5. August 1758 für drei Tage ihr Lager zwischen Radešov, Bezděkov und Nízká Srbská auf; der König Friedrich II. war während dieser Zeit im Gut Nr. 7 einquartiert. Nach der Aufhebung der Propstei Politz durch Kaiser Joseph II. im Jahre 1775 wurde daraus die Stiftsherrschaft Politz gebildet; unter der Bedingung der Zahlung einer jährlichen Pauschale von den Einkünften an den Religionsfonds verblieb sie im Besitz der Doppelabtei Braunau-Breunau.
Im Jahre 1836 bestand das im Königgrätzer Kreis gelegene Dorf Radesch bzw. Radessow aus 20 Häusern, in denen 127 tschechischsprachige Personen lebten. Nach Radesch inskribiert war die einschichtige Mühle Ober-Mezehoř. Pfarrort war Politz. Bis zur Mitte des 19. Jahrhunderts blieb das Dorf der Stiftsherrschaft Politz untertänig.
Nach der Aufhebung der Patrimonialherrschaften bildete Radešov ab 1849 einen Ortsteil der Gemeinde Bezděkov nad Metují im Gerichtsbezirk Politz. Im Jahre 1868 wurde Radešov dem Bezirk Braunau zugeordnet. In den 1920er Jahren löste sich Radešov von Bezděkov nad Metují los und bildete eine eigene Gemeinde. Nach dem Münchner Abkommen verblieb Radešov bei der „Resttschechei“ und wurde dem Okres Náchod zugeordnet. Nach dem Ende des Zweiten Weltkrieges kam Radešov zum Okres Broumov zurück. 1950 erfolgte die Eingemeindung nach Police nad Metují. Im Zuge der Gebietsreform von 1960 erfolgte die Aufhebung des Okres Broumov, seitdem gehört Radešov zum Okres Náchod. 1991 hatte Radešov 60 Einwohner. Im Jahre 2001 bestand das Dorf aus 25 Wohnhäusern, in denen 65 Menschen lebten.

## Ortsgliederung
Der Ortsteil Radešov bildet den Katastralbezirk Radešov nad Metují.

## Sehenswürdigkeiten
- Kapelle, in den Feldern südlich des Dorfes
- Mehrere Wegkreuze:[2]
  - Sandsteinpfeiler mit gusseiserner Laterne, gegenüber dem Abzweig nach Radešov an der Straße von Police nach Bezděkov, errichtet 1866 von der Familie eines gefallenen Soldaten aus Radešov, 1892 wurde das Denkmal von der Müllerfamilie Franz und Margaretha Herzog aus Politz renoviert. Das auf dem 2,2 m hohen Pfeiler gestandene Kreuz ist nicht erhalten.
  - Gusseisernes Kreuz auf Sandsteinsockel, 400 m nördlich von Radešov an der Straße nach Police, es hat eine Höhe von drei Metern und wurde 1877 zum Gedenken an Josef und Ladislav Rint geschaffen von Antonín Kricnar.
  - Gusseisernes Kreuz mit Laterne auf Sandsteinsockel, vor dem Haus Nr. 15, es hat eine Höhe von drei Metern und wurde 1844 errichtet, im Jahre 2014 erfolgte die Restaurierung durch den Steinmetz Antonín Herzog aus Bukovice
  - Sandsteinernes Kreuz mit gusseiserner Laterne, beim Haus Nr. 10, es hat eine Höhe von 2,5 Metern.